# Bulbostylis eustachii
Bulbostylis eustachii är en halvgräsart som beskrevs av John McConnell Black och Constance Margaret Eardley. Bulbostylis eustachii ingår i släktet Bulbostylis och familjen halvgräs.
Artens utbredningsområde är Sydaustralien. Inga underarter finns listade i Catalogue of Life.